# Palazzo Bergomi
Il Palazzo Bèrgomi è uno storico edificio quattrocentesco di Mirandola, in provincia di Modena, caratterizzato da un portico e decorazioni in terracotta in stile rinascimentale.
Situato nell'angolo sud-occidentale di piazza della Costituente, il palazzo riprende lo stile del vicino Palazzo comunale e la sua imponenza ed eleganza architettonica rispecchia la potenza economico-politica che fu dell'antica famiglia proprietaria dell'edificio, originaria della città di Bergamo.
Il passaggio coperto del palazzo è comunemente chiamato "portico dell'Unica", in ricordo dell'omonimo negozio di dolciumi (prodotti dall'Unione Nazionale Industrie Cioccolato ed Affini) che un tempo era lì collocato.

## Storia

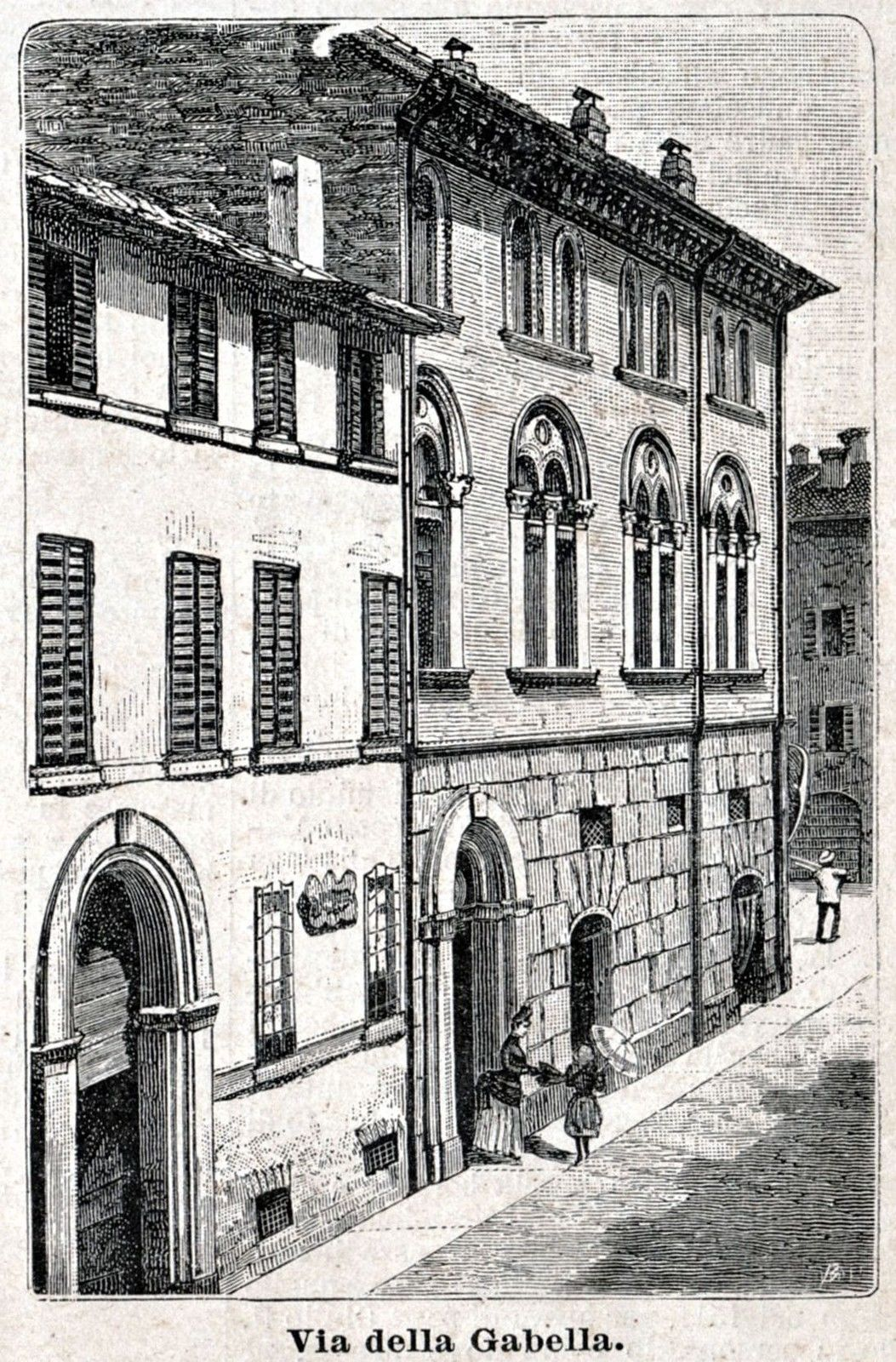
Mirandola - Via della Gabella

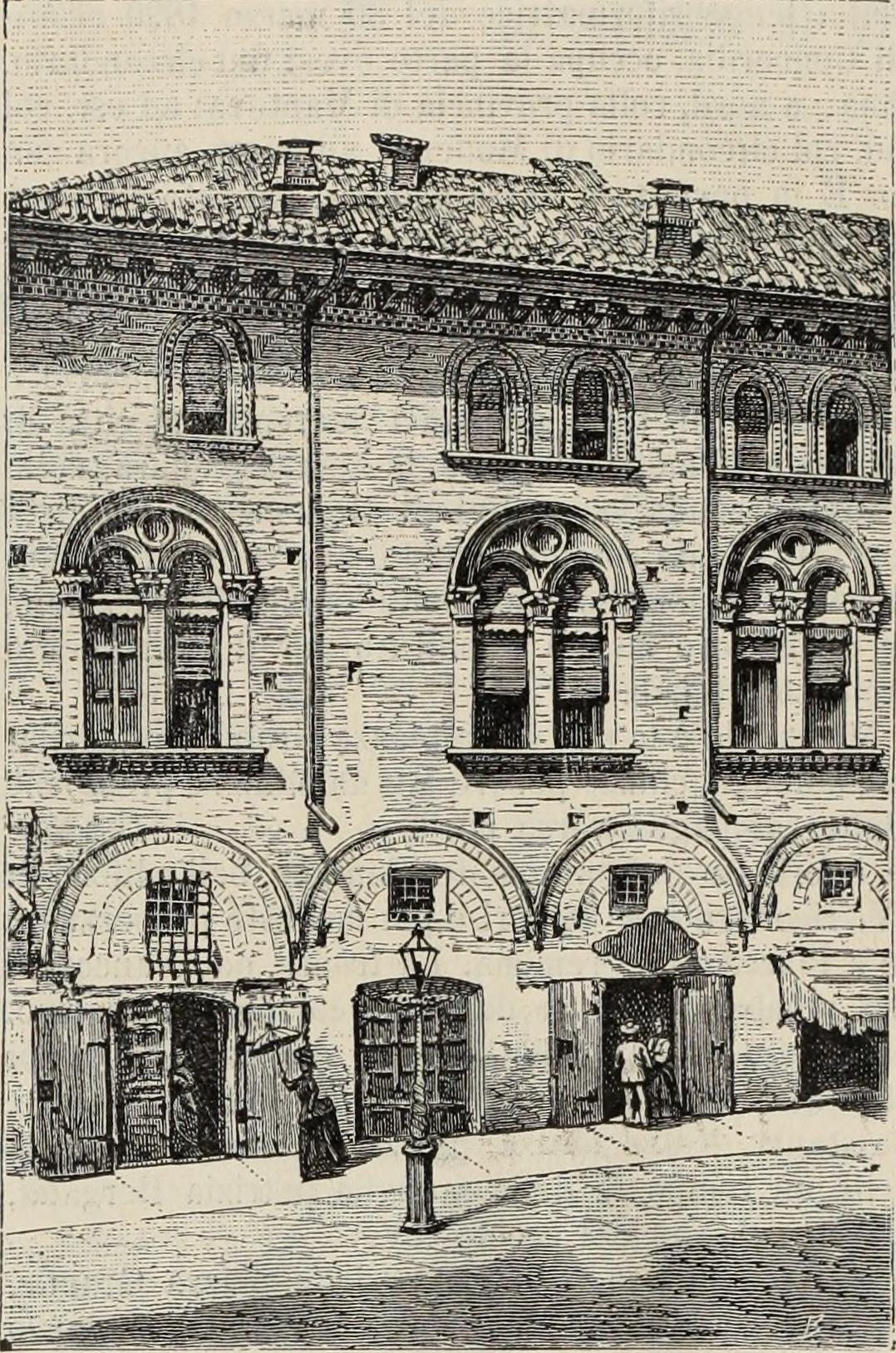
Palazzo Bergomi, già sede della Cassa di risparmio

L'origine del palazzo, già appartenuto alla famiglia Buffali, non è nota con certezza, tuttavia alcuni documenti conservati presso l'archivio della Congregazione di Carità di Modena, registrano la presenza a metà del XV secolo di una ricca famiglia di notai chiamati Sàssoli de' Bergami, cioè originari della città di Bergamo, di cui in seguito presero e mantennero il loro cognome (Bergami o Bergomi). La nobile famiglia fu elevata al titolo comitale dai Pico e fra i principali membri della famiglia, si ricordano il medico-filosofo Cristoforo Bergomi, allievo di Antonio Cittadini da Faenza, e il canonico letterato Giuseppe Bergomi.

Un cronista anonimo descrisse uno scontro a fuoco avvenuto sotto il portico del palazzo nel 1518 tra i seguaci mirandolesi di Giovanni Francesco II Pico della Mirandola e quelli concordiesi di Galeotto II Pico: 
( Cronista anonimo, Memorie storiche della città e dell'antico ducato della Mirandola, 1874,  p. 71.)
Il palazzo è poi citato in un rogito del 1º luglio 1611, in cui il principe Alessandro I Pico, desideroso di istituire un Duomo nella città della Mirandola (la quale all'epoca dipendeva ancora dalla Pieve di Quarantoli), si impegnò a pagare la somma di 150 scudi annui ad alcuni membri della Compagnia di Gesù, affinché si stabilissero nel palazzo Collevati, a fianco di Casa Bergomi.
Il portico del palazzo rimase aperto per molto tempo, viste le successive sottoarcate realizzate anticamente per stabilizzare l'edificio, ma in seguito fu chiuso in epoca imprecisata per realizzarne spazi per botteghe.
Nel 1638 Alessandro Bergami, ultimo discendente senza figli della famiglia, dispose per testamento che l'antico palazzo fosse trasformato in sua memoria nel Convento Alessandrino, da destinarsi a monastero delle suore cappuccine, ma il palazzo non venne ritenuto idoneo. Dopo essere stato rifiutato anche dai frati domenicani, il palazzo divenne sede dei Padri Serviti dal 12 agosto 1675 e fino al 1768.
Nel 1841 il nuovo proprietario Giovanni Montanari fece restaurare la facciata del palazzo, ma la Commissione d'ornato lo obbligò a ripristinare gli antichi davanzali. Pochi anni dopo, nel 1865 l'ingegnere Grazio Montanari coprì il portico meridionale con una parete bugnata sormontata da cordone, oltre a rifare il cornicione, le finestre e il paramento murario.
Dopo l'Unità d'Italia, il 27 settembre 1863 venne istituita con regio decreto la nuova Cassa di risparmio di Mirandola, aperta ufficialmente il 1º gennaio 1864 presso il palazzo Bergomi, a fianco del palazzo municipale. Il progressivo espandersi degli affari portò al trasferimento della banca presso l'attuale palazzo in stile liberty, realizzato nel 1911-1912 in piazza Giacomo Matteotti.
Nel 1922 vennero riaperti i portici del palazzo.
In epoca fascista fu sede del Partito nazionale fascista e dell'Unione provinciale fascista degli agricoltori.
Il palazzo è stato danneggiato dal terremoto dell'Emilia del 2012; i lavori di ripristino e miglioramento antisismico si sono conclusi nel marzo 2016.

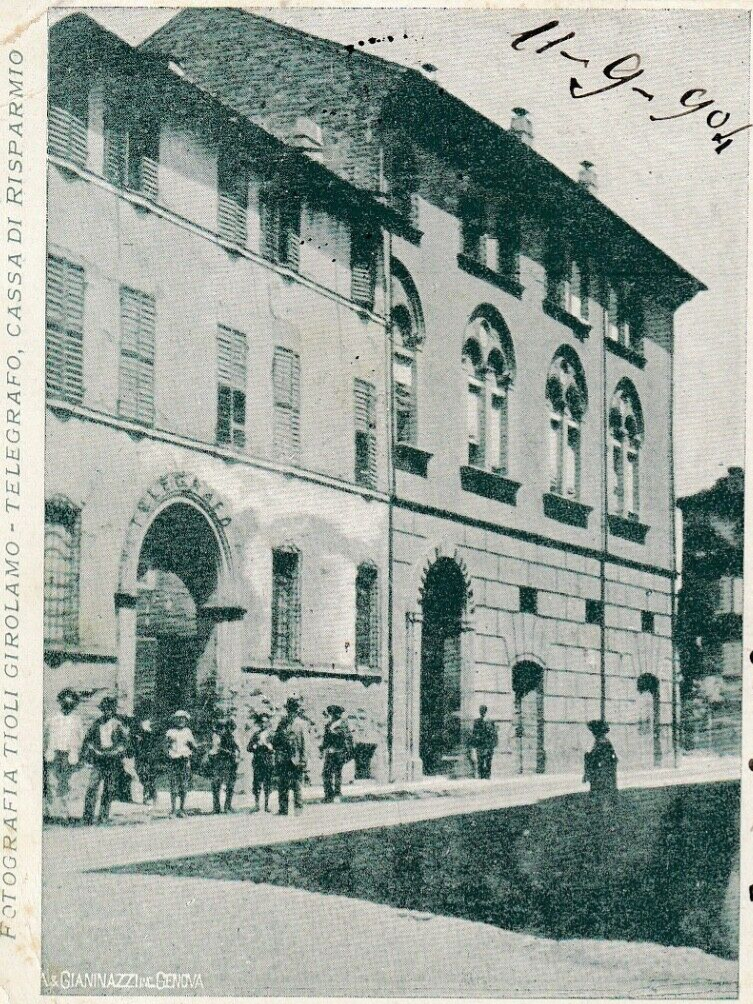
Telegrafo e Cassa di risparmio (1904)
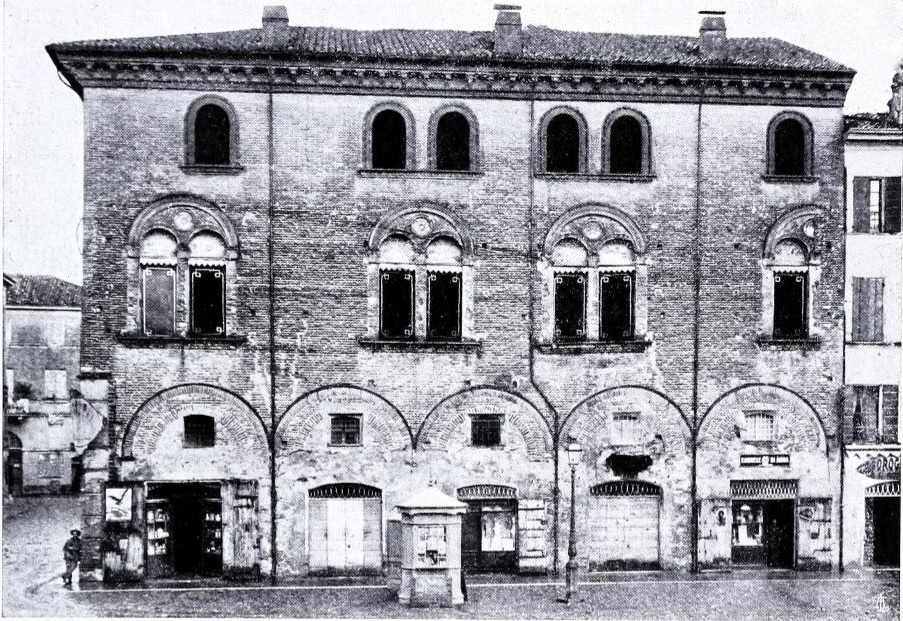
Palazzo Bergomi nel 1909
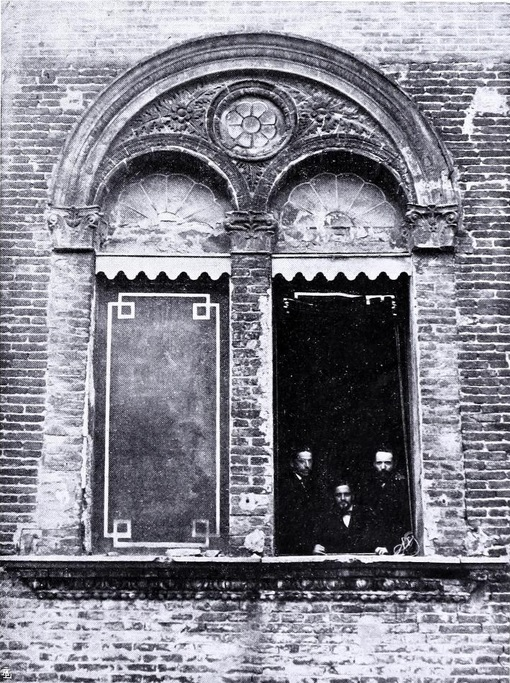
Finestra in primo piano (1909)
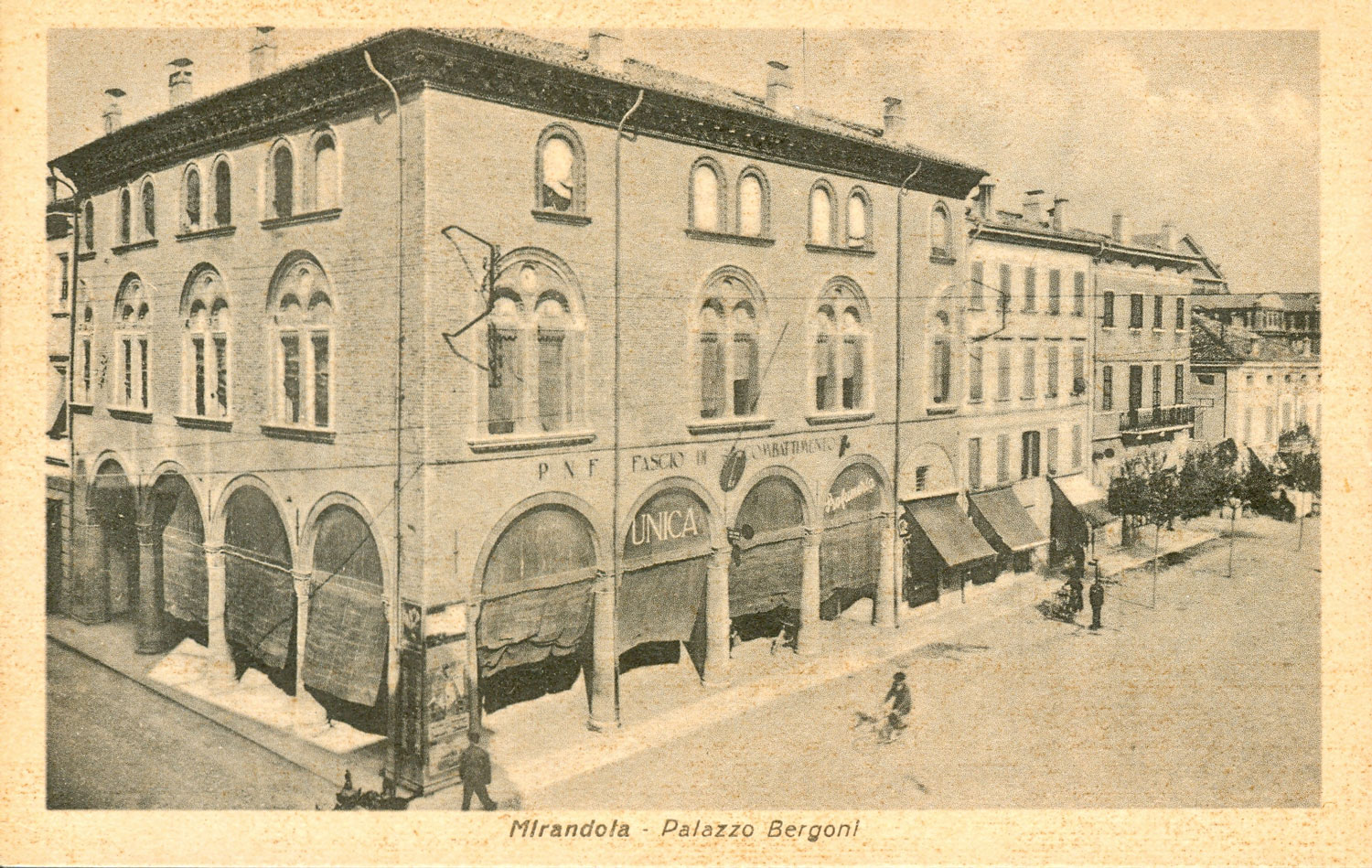
Palazzo in epoca fascista
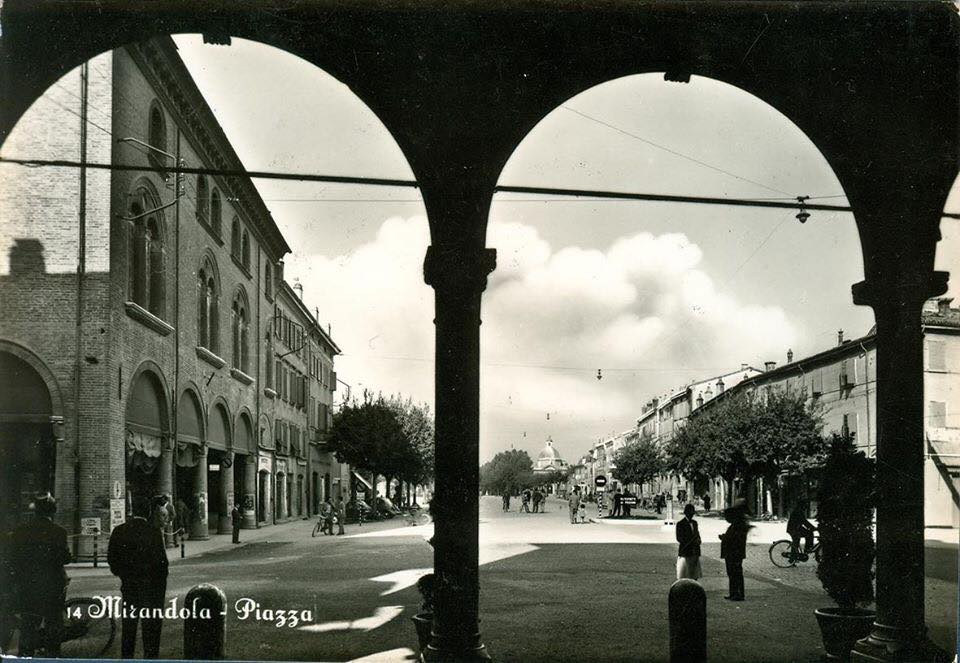
Piazza della Costituente
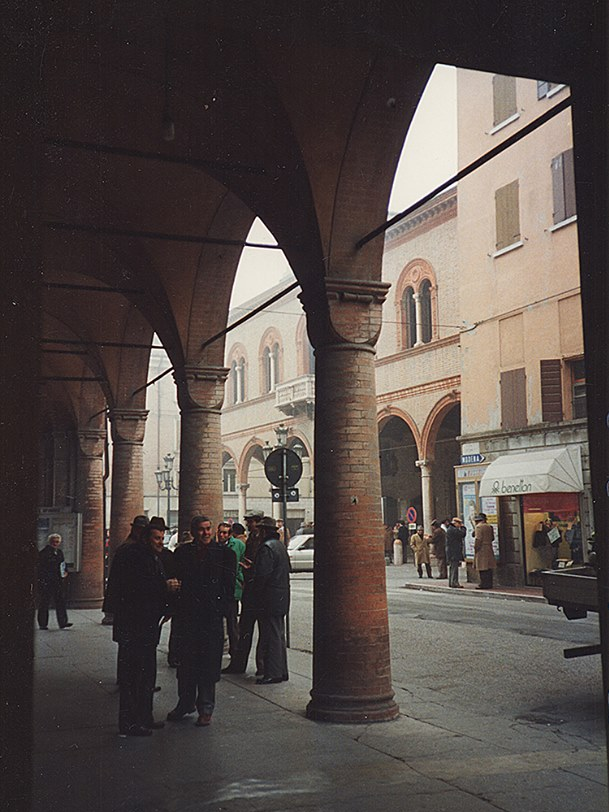
Portico di via Cavallotti

## Architettura
Il palazzo è caratterizzato da forme rinascimentali ispirate all'architettura lombarda e ferrarese.
Al piano terra è presente un alto porticato con nove arcate a tutto sesto (cinque sul lato della piazza e quattro nella facciata meridionale).
Le due facciate in mattone a vista del piano nobile sono decorate ognuna da tre bifore e mezza e sono ornate da formelle in terracotta con motivi floreali rinascimentali.
L'ultimo piano è caratterizzato da tredici piccole monofore, anch'esse impreziosite da ornamenti in cotto.